# Campionats d'Oceania de ciclisme en ruta
Els Campionats d'Oceania de ciclisme en ruta són els campionats continentals d'Oceania de ciclisme en ruta. Consten de diferents proves tant en categoria masculina com femenina. La Confederació Oceànica de ciclisme és l'encargada de la seva organització. Es porten disputant des del 1995, encara que hi ha hagut anys que no s'han realitzat o s'han disputat dos cops. Formen part del calendari de l'UCI Oceania Tour.

## Palmarès masculí

### Ruta
| Any      | Campió                     | 2n                         | 3r                         |
| 1995     | Ric Reid                   | Michel Rousseau            | Dave Smith                 |
| 1997     | Glen Mitchell              | Karl Murray                | Brendan Vesty              |
| 1999     | Jean-Charles Goyetche      | Ric Reid                   | Baden Burke                |
| 2005     | Gordon McCauley            | Phillip Thuaux             | Geoffrey Burndred          |
| 2007 (1) | Robert McLachlan           | David Pell                 | Ashley Whitehead           |
| 2007 (2) | Hayden Roulston            | Joseph Chapman             | Paul Odlin                 |
| 2009 (1) | Tommy Nankervis            | Daniel Braunsteins         | Nicholas Walker            |
| 2009 (2) | Michael Matthews           | Matt Marshall              | Alex McGregor              |
| 2011     | Ryan Obst                  | Sam Rutherford             | Steele Von Hoff            |
| 2012     | Paul Odlin                 | Nick Aitken                | Mark O'Brien               |
| 2013     | Cameron Meyer              | Damien Howson              | Jack Anderson              |
| 2014     | Luke Durbridge             | Robert Power               | Bernard Sulzberger         |
| 2015     | Taylor Gunman              | Jordan Kerby               | Daniel Barry               |
| 2016     | Sean Lake                  | Brendan Canty              | Mark O'Brien               |
| 2017     | Sean Lake                  | Neil Van der Ploeg         | Jesse Featonby             |
| 2018     | Chris Harper               | James Whelan               | Cyrus Monk                 |
| 2019     | Benjamin Dyball            | Jason Christie             | Chris Harper               |
| 2020-21  | cancel·lat per la COVID-19 | cancel·lat per la COVID-19 | cancel·lat per la COVID-19 |
| 2022     | James Fouché               | Tom Sexton                 | Zack Gilmore               |
| 2023     | Liam Walsh                 | Brady Gilmore              | Tom Sexton                 |
| 2024     | Ryan Cavanagh              | Matthew Greenwood          | Aaron Gate                 |

### Contrarellotge
| Any      | Campió                     | 2n                         | 3r                         |
| 1995     | Jonathan Hall              | Nathan O'Neill             | Gary Anderson              |
| 1997     | Lee Vertongen              | Stuart Mitchell            | Jonathan Hall              |
| 1999     | Jonathan Hall              | Jean-Marc Riviere          | Peter Milostic             |
| 2005     | Gordon McCauley            | Robin Reid                 | Aaron Strong               |
| 2007 (1) | Cameron Wurf               | David Pell                 | Robert McLachlan           |
| 2007 (2) | Gordon McCauley            | Joseph Cooper              | Reon Park                  |
| 2009 (1) | Chris Jongewaard           | David Pell                 | Chris Martin               |
| 2009 (2) | Drew Ginn                  | Logan Dennis Hutchings     | Simon Croom                |
| 2011     | William Dickeson           | David Pell                 | Nick Bensley               |
| 2012     | Sam Horgan                 | Paul Odlin                 | Michael Cupitt             |
| 2013     | Paul Odlin                 | Benjamin Dyball            | Joseph Cooper              |
| 2014     | Joseph Cooper              | William Clarke             | Lachlan Norris             |
| 2015     | Michael Hepburn            | Craig Evers                | Cameron Wurf               |
| 2016     | Sean Lake                  | Joseph Cooper              | Benjamin Dyball            |
| 2017     | Sean Lake                  | Benjamin Dyball            | Hamish Bond                |
| 2018     | Hamish Bond                | Sean Lake                  | James Ogilvie              |
| 2019     | Benjamin Dyball            | Jason Christie             | Michael Freiberg           |
| 2020-21  | cancel·lat per la COVID-19 | cancel·lat per la COVID-19 | cancel·lat per la COVID-19 |
| 2022     | Aaron Gate                 | Tom Sexton                 | Michael Freiberg           |
| 2023     | Tom Sexton                 | Jordan Villani             | Riley Fleming              |
| 2024     | Aaron Gate                 | Oliver Stenning            | Ben Dyball                 |

## Palmarès femení

### Ruta
| Any      | Campió                     | 2n                         | 3r                         |
| 1995     | Cathy Reardon              | Charlotte White-Pordham    | Kirsten Richards           |
| 2002     | Claire Baxter              | Robyn Wong                 | Nicole Swain               |
| 2003     | Leonie Aisbett             | Elisabeth Williams         | Lorian Graham              |
| 2005     | Sarah Ulmer                | Susie Wood                 | Toni Bradshaw              |
| 2007 (1) | Kathryn Watt               | Carla Ryan                 | Peta Mullens               |
| 2007 (2) | Rochelle Gilmore           | Joanne Kiesanowski         | Emma Crum                  |
| 2009 (1) | Alexis Rhodes              | Ruth Corset                | Rochelle Gilmore           |
| 2009 (2) | Bridie O'Donnell           | Karen Fulton               | Rochelle Gilmore           |
| 2011     | Shara Gillow               | Bridie O'Donnell           | Chloe McConville           |
| 2012     | Gracie Elvin               | Shara Gillow               | Rachel Neylan              |
| 2013     | Katrin Garfoot             | Amy Bradley                | Carla Ryan                 |
| 2014     | Jessica Allen              | Lisa Keeling               | Shara Gillow               |
| 2015     | Lauren Kitchen             | Lizzie Williams            | Katrin Garfoot             |
| 2016     | Shannon Malseed            | Jessica Mundy              | Lisen Hockings             |
| 2017     | Lisen Hockings             | Shannon Malseed            | Lucy Kennedy               |
| 2018     | Sharlotte Lucas            | Grace Brown                | Mikayla Harvey             |
| 2019     | Sharlotte Lucas            | Sarah Gigante              | Jemma Eastwood             |
| 2020-21  | cancel·lat per la COVID-19 | cancel·lat per la COVID-19 | cancel·lat per la COVID-19 |
| 2022     | Josie Talbot               | Danielle De Francesco      | Amber Pate                 |
| 2023     | Sophie Edwards             | Matilda Raynolds           | Ruth Corset                |
| 2024     | Katelyn Nicholson          | Keely Bennett              | Haylee Fuller              |

### Contrarellotge
| Any      | Campió                     | 2n                         | 3r                         |
| 1995     | Karen Barrow               | Cathy Reardon              | Joanna Lawn                |
| 2003     | Amy Safe-Gillett           | Natalie Bates              | Kathryn Watt               |
| 2005     | Sarah Ulmer                | Kathryn Watt               | Alison Shanks              |
| 2007 (1) | Vicky Whitelaw-Eustace     | Kathryn Watt               | Carla Ryan                 |
| 2007 (2) | Bridie O'Donnell           | Dale Tye                   | Rachel Mercer              |
| 2009 (1) | Bridie O'Donnell           | Alexis Rhodes              | Vicky Whitelaw-Eustace     |
| 2009 (2) | Alexis Rhodes              | Melissa Holt               | Bridie O'Donnell           |
| 2011     | Shara Gillow               | Bridie O'Donnell           | Alexis Rhodes              |
| 2012     | Shara Gillow               | Gracie Elvin               | Bridie O'Donnell           |
| 2013     | Taryn Heather              | Grace Sulzberger           | Ruth Corset                |
| 2014     | Shara Gillow               | Felicity Wardlaw           | Reta Trotman               |
| 2015     | Katrin Garfoot             | Lauren Kitchen             | Rebecca Mackey             |
| 2016     | Katrin Garfoot             | Bridie O'Donnell           | Kate Perry                 |
| 2017     | Lucy Kennedy               | Rebecca Mackey             | Lisen Hockings             |
| 2018     | Grace Brown                | Kate Perry                 | Sharlotte Lucas            |
| 2019     | Kate Perry                 | Nicole Frain               | Jennifer Pettenon          |
| 2020-21  | cancel·lat per la COVID-19 | cancel·lat per la COVID-19 | cancel·lat per la COVID-19 |
| 2022     | Georgie Howe               | Amber Pate                 | Anna Davis                 |
| 2023     | Georgia Perry              | Bronwyn Macgregor          | Celestine Frantz           |
| 2024     | Isabelle Carnes            | Katelyn Nicholson          | Maddison Taylor            |

## Palmarès masculí sub-23

### Ruta
| Any     | Campió                     | 2n                         | 3r                         |
| 2007    | Blair James                | Clinton Robert Avery       | Alexander Meenhorst        |
| 2009    | Michael Matthews           | Mat Marshall               | Alex McGregor              |
| 2011    | Richard Lang               | Nathan Haas                | Stuart Smith               |
| 2014    | Robert Power               | Robert-Jon McCarthy        | George Tansley             |
| 2015    | David Edwards              | Fraser Gough               | Ayden Toovey               |
| 2016    | Michael Storer             | Chris Harper               | Cyrus Monk                 |
| 2017    | Lucas Hamilton             | Michael Storer             | Jai Hindley                |
| 2018    | James Whelan               | Cyrus Monk                 | Jason Lea                  |
| 2019    | Tyler Lindorff             | Michael Potter             | Peter Livingstone          |
| 2020-21 | cancel·lat per la COVID-19 | cancel·lat per la COVID-19 | cancel·lat per la COVID-19 |
| 2022    | Brady Gilmore              | Dylan George               | Matthew Dinham             |
| 2023    | Liam Walsh                 | Brady Gilmore              | Declan Trecize             |
| 2024    | Matthew Greenwood          | Jackson Medway             | Jack Ward                  |

### Contrarellotge
| Any     | Campió                     | 2n                         | 3r                         |
| 2007    | Matthew Sillars            | Clinton Robert Avery       | Peter Rennie               |
| 2009    | Jack Anderson              | Michael Matthews           | Sam Horgan                 |
| 2011    | Damien Howson              | Nick Aitken                | Aaron Donnelly             |
| 2012    | Damien Howson              | Edward Bissaker            | Michael Freiberg           |
| 2013    | Damien Howson              | Campbell Flakemore         | Adam Phelan                |
| 2014    | Harry Carpenter            | Campbell Flakemore         | Oscar Stevenson            |
| 2015    | Harry Carpenter            | Daniel Fitter              | Tom Kaesler                |
| 2016    | Alexander Morgan           | Oscar Stevenson            | Michael Storer             |
| 2017    | Liam Magennis              | Jason Lea                  | Cyrus Monk                 |
| 2018    | Jake Marryatt              | Liam Magennis              | Jason Lea                  |
| 2019    | Liam Magennis              | Alastair Christie-Johnston | Jordan Louis               |
| 2020-21 | cancel·lat per la COVID-19 | cancel·lat per la COVID-19 | cancel·lat per la COVID-19 |
| 2022    | Logan Currie               | Dylan George               | Keegan Hornblow            |
| 2023    | Brady Gilmore              | Hamish McKenzie            | Oliver Bleddyn             |
| 2024    | Jackson Medway             | Lucas Murphy               | Guy Yarrell                |